# Liste von Gedenkorten der Knöchel-Seng-Gruppe
Diese Liste von Gedenkorten der Knöchel-Seng-Gruppe verzeichnet die Stolpersteine und Ehrenmale für die Mitglieder der Widerstandsgruppe Knöchel-Seng und nach den Mitgliedern benannte Gebäude und Straßen. Die Knöchel-Seng-Gruppe war eine kommunistische Widerstandsgruppe gegen den Nationalsozialismus, die ihre lokalen Schwerpunkte in Nordrhein-Westfalen und in Amsterdam hatte. Wilhelm Knöchel und Willi Seng waren die führenden Köpfe in dieser Widerstandsgruppe. Die Knöchel-Seng-Gruppe bildete in Amsterdam, Berlin, Bielefeld, Bottrop, Duisburg, Düsseldorf, Oberhausen, Remscheid, Solingen und Wuppertal lokale Widerstandsgruppen, die sehr gut vernetzt waren. Siehe auch: Liste der Mitglieder der Knöchel-Seng-Gruppe und Übersicht über die lokalen Widerstandsgruppen der Knöchel-Seng-Gruppe.
| Name                           | Art          | Stadt               | Stadtteil                              | Straße                                  | Sonstiges                  | Quelle |
| ------------------------------ | ------------ | ------------------- | -------------------------------------- | --------------------------------------- | -------------------------- | ------ |
| Otto Appelfelder               | Stolperstein | Bielefeld           | Gellershagen                           | Schloßhofstraße 187                     |                            | [ 1 ]  |
| Paul Brockmann                 | Stolperstein | Bielefeld           | Innenstadt                             | Breite Straße 35                        |                            | [ 1 ]  |
| Hildegard Ebbinghaus           | Stolperstein | Wuppertal           | Ronsdorf                               | Remscheider Straße 46                   |                            | [ 2 ]  |
| Hugo Ebbinghaus                | Stolperstein | Wuppertal           | Ronsdorf                               | Remscheider Straße 46                   |                            | [ 2 ]  |
| Otto Gaudig                    | Stolperstein | Mülheim an der Ruhr | Saarn/Selbeck                          | Wedauer Straße                          |                            | [ 3 ]  |
| Erich Gentsch                  | Stolperstein | Berlin              | Friedrichshain                         | Markgrafendamm 11                       |                            | [ 4 ]  |
| Erich Gentsch                  | Stolperstein | Berlin              | Mariendorf                             | Äneasstraße 8                           |                            | [ 4 ]  |
| Otto Giesselmann               | Stolperstein | Bielefeld           | Innenstadt (Bezirk Mitte)              | Meller Straße 27                        |                            | [ 1 ]  |
| Gustav Höcker                  | Stolperstein | Bielefeld           | Innenstadt (Bezirk Gadderbaum)         | Haller Weg 65                           |                            | [ 1 ]  |
| Else Kamleiter                 | Stolperstein | Oberhausen          | Alstaden-West (Bezirk Meiderich-Beeck) | Flügelstraße 35                         |                            | [ 5 ]  |
| Friedrich Kamleiter            | Stolperstein | Oberhausen          | Alstaden-West (Bezirk Meiderich-Beeck) | Flügelstraße 35                         |                            | [ 5 ]  |
| Hermann Kleinewächter          | Stolperstein | Bielefeld           | Innenstadt (Bezirk Mitte)              | Friedrich-Ebert-Straße 2                |                            | [ 1 ]  |
| Wilhelm Knöchel                | Stolperstein | Offenbach           |                                        | Wilhelmstraße 26                        |                            |        |
| Gustav Koch                    | Stolperstein | Bielefeld           | Innenstadt (Bezirk Mitte)              | Althoffstraße 4                         |                            | [ 1 ]  |
| Alfred Kowalke                 | Gedenktafel  | Berlin              | Friedrichshain                         | Boxhagener Straße 51                    | Wohnstätte                 |        |
| Alfred Kowalke                 | Gedenkstein  | Berlin              | Friedrichshain                         |                                         | Stralau, Kleingartenanlage |        |
| Alfred Kowalke                 | Schule       | Berlin              | Friedrichshain                         | Pettenkoferstraße 20–24                 | bis 1990, Oberschule       |        |
| Franz Kwasigroch               | Stolperstein | Bottrop             | Batenbrock                             | Im Scheierbruch 23                      |                            | [ 6 ]  |
| Maria Kwasigroch               | Stolperstein | Bottrop             | Batenbrock                             | Im Scheierbruch 23                      |                            | [ 6 ]  |
| Ernst Baruch Levy              | Stolperstein | Hamburg             | Harvestehude                           | Klosterallee 47                         |                            | [ 7 ]  |
| Michael Mast                   | Stolperstein | Bottrop             | Batenbrock                             | Möddericher Straße 32                   |                            | [ 8 ]  |
| Gustav Milse                   | Stolperstein | Bielefeld           | Baumheide (Bezirk Mitte)               | Kammeratsheide 16                       |                            | [ 1 ]  |
| Ernst Moll                     | Stolperstein | Solingen            | Burg/Höhscheid                         | Köcherstraße 35                         |                            | [ 9 ]  |
| Lina Moll                      | Stolperstein | Solingen            | Burg/Höhscheid                         | Köcherstraße 35                         |                            | [ 9 ]  |
| Bernhard Putjenter             | Stolperstein | Bielefeld           | Innenstadt (Bezirk Mitte)              | Brandenburger Straße 27                 |                            | [ 1 ]  |
| Luise Rieke (auch Lissy Rieke) | Stolperstein | Osnabrück           | Wüste                                  | Wiesenbachstraße 24 oder Waldstraße 141 |                            | [ 10 ] |
| Rudolf Sauer                   | Stolperstein | Bielefeld           | Innenstadt (Bezirk Dornberg)           | Wellensiek 154                          |                            | [ 1 ]  |
| Eugen Schwebinghaus            | Stolperstein | Wuppertal           | Barmen                                 | Obere Lichtenplatzer Straße 353         |                            | [ 2 ]  |
| Willi Seng                     | Ehrenmal     | Bernau bei Berlin   | Schönow                                |                                         |                            |        |
| Willi Seng                     | Kita         | Bernau bei Berlin   | Schönow                                |                                         |                            |        |
| Anton Stupp                    | Stolperstein | Duisburg            | Neudorf-Süd                            | Waldstraße 141                          |                            |        |
| Friedrich Wolgast              | Stolperstein | Bielefeld           | Innenstadt (Bezirk Mitte)              | Wittekindstraße 53                      |                            | [ 1 ]  |
| Hermann Wörmann                | Stolperstein | Bielefeld           | Innenstadt (Bezirk Mitte)              | Althoffstraße 14                        |                            | [ 1 ]  |
| Bernhard Zawacki               | Stolperstein | Bielefeld           | Sennestadt                             | Bleicherfeldstraße 16                   |                            | [ 1 ]  |